# Exército Guerrilheiro do Povo Galego Ceive
O Exército Guerrilheiro do Povo Galego Ceive (EGPGC) foi um grupo armado galego, considerado terrorista pelo Estado espanhol, cujo objetivo era a independência da Galiza e a transformação da sociedade segundo os princípios do socialismo. Esteve operativo entre 1987 e 1991, época durante a qual o EGPGC realizou um total de 90 ações armadas e multidão de ações de aprovisionamento.

## História

### Origens
O EGPGC foi fundado em 1986 por militantes de duas organizações independentistas e socialistas galegas, Galiza Ceive-OLN e o Partido Comunista de Libertação Nacional, uma cisão da União do Povo Galego produzida em 1986, quando o V Congresso da UPG decidiu aceitar a Constituição espanhola de 1978 e abandonar a luta armada que tinha promovido com a  sua frente militar, liderada por Moncho Reboiras. O primeiro líder do EGPGC, Antom Árias Curto, provinha de uma organização armada anterior, Luta Armada Revolucionária (LAR), ativa entre 1978 e 1980 e dissolvida formalmente em 1984.
so voutolti

### Primeiras ações: bancos e instalações industriais
A primeira ação do EGPGC produziu-se em janeiro de 1987 e consistiu no roubo de dinamite numas minas das Pontes de García Rodríguez. Essa dinamite será empregada para fazer explodir sete bombas na madrugada de 5 de fevereiro perante outras sete sucursais bancárias nas cidades da Corunha, Ferrol, Compostela, Ponte Vedra, Vigo, Ourense e Lugo. Os atentados foram reclamados na Rádio Galega como mostra de apoio aos três militantes independentistas Manuel Chao Dobarro, de Galiza Ceive-OLN, Jaime Castro Leal e José Manuel Sanmartín Bouza, Martinho, que iam ser julgados na Audiência Provincial da Corunha na manhã daquele dia, e para os que os promotores solicitavam 15 anos de prisão por roubo frustrado, tença ilícita de armas e troca de placas de veículo. A imprensa identificou os três militantes como membros do EGPGC, e a Audiência Provincial condenou os julgados a 7 anos de prisão.
Em 1 de maio, o EGPGC volveu atentar, com oito bombas, em sucursais bancárias da Corunha, Compostela, Vigo, Betanzos e as Pontes de García Rodríguez, causando importantes danos materiais, ao serem os artefactos explosivos de uma potência consideravelmente maior. O atentado foi reivindicado dois dias depois na redação do semanário nacionalista A Nosa Terra. Em 12 de novembro, o EGPGC atentou mais uma vez, nesta ocasião contra uma torre de apoio de uma linha de alta tensão em Matamá (Vigo). Outra bomba contra uma infraestrutura similar foi colocada dois dias depois em Lugo. Em 17 de dezembro, o Exército Guerrilheiro atentou novamente à bomba na cidade da Corunha, diante da delegação do governo espanhol, e na cidade de Ferrol, onde o artefacto foi feito explosionar pela polícia espanhola de maneira controlada. O ano 1988 continuou com a linha de atentados contra interesses bancários na Galiza: em 7 de fevereiro, a polícia espanhola desativava uma nova bomba dirigida contra o Banco Pastor na cidade de Vigo.

### Forças de Segurança e Manuel Fraga
Então, o EGPGC abriu mais uma linha de objetivos das suas ações. Sem abandonar os ataques a bancos e instalações industriais, em março dirigiu as suas ações contra as forças de segurança espanholas. Em 9 e 14 de março foram atacados diferentes veículos, da Guardia Civil em Compostela e da Polícia Nacional em Vigo, respectivamente, sem que se produzissem danos pessoais, ao acharem-se vazios. Simultaneamente, na mesma noite do 14, foi atacada mais uma torre de subministro elétrico em Castro Caldelas, com um explosivo de procedência portuguesa. A polícia, com efeito, considerava que o EGPGC mantinha contactos "a sério" com as Forças Populares 25 de Abril portuguesas. O 30 de abril de 1988 o EGPGC atentou contra duas empresas químicas em Ponte Vedra: ENCE e ELNOSA, que concentravam já então uma forte oposição social pelas contínuas verteduras descontroladas de resíduos na ria de Ponte Vedra, conseguindo paralisá-las por dois dias.
No mesmo mês, o dia 27, o EGPGC levou em frente um dos seus atentados mais importantes ao atacar à bomba a residência de verão de Manuel Fraga Iribarne, antigo ministro de Informação e Turismo (1962-1969) durante a ditadura de Francisco Franco, na altura eurodeputado pela Alianza Popular, e que apenas dois anos mais tarde se tornará presidente da Junta da Galiza. Na ação não se produziram, por enquanto, danos pessoais. Aquela foi a primeira e única ação do EGPGC contra um político. O atentado também fez com que a imprensa espanhola, muito mais preocupada pela atividade de ETA, se interessasse a sério pela situação da luta armada na Galiza. A coincidência do atentado contra Manuel Fraga com o assassinato do empresário corunhês Claudio San Martín da parte dos Grupos de Resistência Antifascista Primeiro de Outubro (GRAPO), fez a imprensa especular com a possibilidade de uma relação intensa, que foi logo descartada por fontes da Brigada de Información e ainda pelas próprias críticas deitadas pelo próprio EGPGC contra aquela ação dos GRAPO. Durante a campanha eleitoral levou o Partido Popular ao poder na Galiza, as atividades do EGPGC e do GRAPO foram utilizadas partidariamente por Fraga Iribarne para responsabilizar o PSOE, que na altura governava no Estado espanhol e na Junta da Galiza, pela existência da luta armada, assegurando que "são eles os verdadeiros responsáveis de que haja grapos e guerrilheiros, de que haja violência, porque são eles que a provocam".

### Primeiras detenções
Desde a sua origem em 1986, os atentados do Exército Guerilheiro —fundamentalmente, à bomba— foram ganhando em intensidade. Porém, as primeiras detenções não se produzem até 29 de maio de 1988. A Guardia Civil detém em Castro Caldelas seis pessoas, entre elas Antom Árias Curto, líder do EGPGC, Miguel Anxo Campuzano, dirigente sindical e secretário da Pesca da Intersindical Nacional dos Trabalhadores Galegos (INTG) e também Susana Maria Lopes Pogas, a quem acusam de pertencer às Forças Populares 25 de Abril. Árias Curto tenta fugir da comissaria de Ourense, sem consegui-lo e ficando ferido.
No dia seguinte, a Guarda Civil detém mais quatro pessoas que, segundo a acusação, realizavam tarefas de apoio e enlace. O Governador Civil da Corunha declarou então que se considerava o EGPGC estar "descabeçado e praticamente desarticulado". O Delegado do Governo espanhol para a Galiza, Domingo García-Sabell declarou também que nas operações policiais tinham caído todos os integrantes do Exército Guerrilheiro. Contudo, um telefonema em nome do EGPGC dirigido à Rádio Galega assegurou que a estrutura do grupo continuava intacta. Em qualquer caso, as detenções fizeram com que todos os partidos políticos do nacionalismo rechaçassem as ações armadas, com a exceção do PCLN, dirigido por Mariano Abalo. As detenções continuaram ainda o dia 31, com mais um membro detido, ao tempo que vários membros já detidos denunciavam perante o juiz terem sido torturados pelas forças de segurança. Durante o processo judicial contra os onze detidos, dois são postos em liberdade sem cargos, e o resto reconhece fazer parte do EGPGC, com a exceção de Miguel Campuzano, da INTG.
Em resposta ao processo judicial e à dispersão penitenciária decretada pelo juiz, o EGPGC volveu atentar o 5 de junho, com carro-bomba, perante a delegacia da Polícia de Ourense a que foram conduzidos os onze detidos. Como resultado, um policial resultou ferido, o que não impediu que a delegacia do governo espanhol continuasse a afirmar que o Exército Guerrilheiro estava desarticulado. Ademais, os detidos começaram uma greve de fome para protestar pela dispersão, que se fez efetiva em 6 de junho, sendo trasladados à prisão de máxima segurança de Alcalá-Meco, em Madrid. O 25 de julho, por volta de cem pessoas deslocaram-se para Madrid para celebrar o Dia da Pátria Galega perante os cárceres de Alcalá-Meco e Carabanchel. Gladys Afonso, porta-voz das pessoas desplazadas, denunciou a situação de desatenção médica em que se encontravam os pressos Árias Curto e Susana López. O 9 de agosto, o EGPGC volveu atentar, à bomba, contra a estátua equestre de Francisco Franco em Ferrol.

### O manifestoNova poética galega
O 31 de agosto de 1988, o Exército Guerrilheiro difundiu nos medios de comunicação a sua primeira declaração sob o título de Nova poética galega, onde fixa como táctica a "guerra popular prolongada" e como objetivos as empresas estrangeiras, as entidades que fabriquem na Galiza produtos nocivos, os traficantes de droga, os beneficiários da madeira queimada nos montes durante as vagas de incêndios florestais comuns na Galiza e a simbologia fascista mantida desde a morte de Franco. Rechaça, porém, o confronto direto com as "forças de ocupação".

### Salto qualitativo e novas detenções
Embora a situação de prisão de membros significativos do EGPGC, as ações do grupo armado continuaram sendo dirigidas contra os interesses habituais, visando causar apenas danos materiais. Apenas uma semana após o envio da primeira declaração, o EGPGC fez explosionar sete bombas de mediana potência em Compostela, Corunha, Ferrol e Vigo, contra sucursais bancárias e a contra a elétrica Unión Fenosa. A polícia conseguiu desativar mais três bombas na Corunha.
A decisão de não atacar a vida das pessoas constituia um dos factos diferenciais do Exército Guerrilheiro a respeito de outros grupos armados que agiam na época como os GRAPO, ETA no País Basco ou Terra Lliure em Catalunha. O manifesto publicado a 31 de agosto de 1988 confirmava, ademais, o rechaço de um confronto direto com as "forças de ocupação". E, nessa linha, o líder Árias Curto tinha assegurado que o EGPGC não iria atentar contra vidas humanas.
Em 2 de fevereiro de 1989, o EGPGC protagonizou, porém, um importante salto qualitativo: um comando formado por quatro militantes atentou diretamente contra dois agentes da Guardia Civil no concelho de Irijoa. Um dos agentes resultou morto e o outro, ferido de gravidade. Minutos depois, dois dos quatro integrantes do comando foram detidos pela Guardia Civil nas imediações do lugar, enquanto outros dois conseguiram fugir. Aquela era a primeira ocasião em que resultava morta uma pessoa por um atentado do EGPGC. Dois dias após os acontecimentos, foi detida na Corunha Josefa Rodríguez Porcar, acusada de ser a chefa do comando do atentado de Irijoa, e trasladada a Madrid, conjuntamente com os outros oito detidos pela ação. Um deles, Ramón Piñeiro, militante do sindicato nacionalista INTG, declarou que as mortes se produziram de maneira fortuita e que o objetivo da operação não era assassinar os agentes, mas substraer as suas armas. Ademais, denunciou ameaças de morte da parte dos fardados e de torturas com electrodos. Similares torturas foram denunciadas por outros detidos, como Francisco Niño e outros detidos, alguns dos quais negaram serem militantes do Exército Guerrilheiro.
A imprensa especulou então com que o salto qualitativo do EGPGC respondesse a uma infiltração de militantes dos GRAPO na organização independentista, hipótese que foi descartada pelas autoridades. E o EGPGC volve atentar à bomba, nesta ocasião contra uma esquadra da polícia de Vigo. O Exército Guerrilheiro continuou, com efeito, atentando contra instalações industriais e a 18 de dezembro derrubou à bomba uma torre de subministro elétrico da fábrica Alúmina-Aluminio de São Cibrão, ao qual foram os produtos tóxicos recuperados do buque Cason, afundido na Costa da Morte, facto que tinha produzido um grande conflito social e laboral na comarca.

### Novo objetivo: o narcotráfico
Desde 1990, o EGPGC começou a atentar contra um dos objetivos que tinha designado naquele manifesto pela Nova poética galega difundido apenas dois anos antes. Em 6 de fevereiro, a polícia espanhola desativou uma bomba colocada num concessionário de automóveis na Corunha vinculado com a lavagem de dinheiro procedente do narcotráfico. Mas, contudo, continuaram os atentados contra interesses de empresas estrangeiras na Galiza. A começos do mês de Junho daquele ano, coincidindo com os juízos aos últimos detidos da organização, o Exército Guerrilheiro atacou instalações de Unión Fenosa e de Telefónica em Dozón e Ourense. E na madrugada do 2 de julho, foram atacadas uma sucursal bancária em Cerzeda e duas oficinas do Inem na Corunha e Ferrol.
O objetivo do narcotráfico produziu mais um atentado a 11 de Outubro de 1990: uma bomba na discoteca Clangor de Compostela que devia explosionar quando a discoteca estivesse vazia, ativou-se prematuramente e causou 49 feridos de diversa gravidade e a morte de três pessoas, duas das quais membros do EGPGC que a tinham introduzido na discoteca, propriedade de vários narcotraficantes entre os quais destacavam Laureano Oubiña e Manuel Charlín. Simultaneamente, explosionaram outros artefactos causando danos materiais em estabelecimentos comerciais vinculados com o narcotráfico também em Vilanova de Arousa, Vila Garcia de Arousa e Ponte Vedra. Aquela foi a segunda ação com vítimas mortais no EGPGC e produziu uma importante resposta de condena entre os estudantes da Universidade de Santiago de Compostela. Na reivindicação do atentado, o EGPGC declarou ter havido um "erro humano" e "compreender e sentir a dor causada no ato" e continuou atacando instalações industriais: o 1 de Março de 1991, foram destruídas cinco torres de subministro elétrico na comarca do Bierzo; o 10 de Julho foram colocados explosivos em ENCE e na madeireira Tafisa, ambas em Ponte Vedra; e o dia 13 foram atacadas duas torres de subministro que deixaram sem eletricidade umas 300.000 pessoas na comarca de Ferrolterra.

### Desmantelamento
Segundo informações policiais, a cúpula do EGPGC estava sediada em Portugal, desde onde agia o seu máximo responsável, Manuel Chao Dobarro, que se tinha encarregado pela direção da organização após a condena em 1988 do líder histórico Antom Árias Curto. Na realidade, o Exército Guerrilheiro não tinha agido desde Julho de 1990, motivado, segundo informações policiais, pela saída da organização de numerosos militantes após a morte do guarda civil em Irijoa em Fevereiro de 1989 e a segunda vaga de detenções praticadas pela Guardia Civil. Uma parte da organização continuou advogando pela luta armada, dirigida por Chao desde Portugal, aonde tinha fugido aproveitando uma permissão de saída da prisão. O sábado 21 de Setembro de 1991, a Polícia espanhola deteve Manuel Chao e outros membros do EGPGC na fronteira franco-espanhola, na Catalunha, quando regressavam de uma viagem por motivos pessoais à Holanda.
A vaga de detenções continuou e em 19 de novembro foram detidas mais oito pessoas vinculadas com a organização política Assembleia do Povo Unido, formada por Galiza Ceive-OLN após as críticas do PCLN, e com o sindicato nacionalista INTG, acusados de pertencerem ao EGPGC. Novas detenções seguiram-se, anos depois, em México em 1998 e no País Basco em 2002. Contudo, o EGPGC não volveu atentar desde setembro de 1991.

## Presença social
O nível de apoio social do EGPGC, a diferença do que acontecia com a ETA no País Basco na mesma altura, era muito minoritário. As organizações políticas que deram origem ao Exército Guerrilheiro, o PCLN e Galiza Ceive-OLN, coaligaram-se em 1987 sob o nome de Frente Popular Galega (FPG). Porém, a posição crítica do PCLN a respeito das ações do EGPGC irá fazer com que um setor importante de Galiza Ceive-OLN abandone a FPG, criando uma nova organização política, denominada Assembleia do Povo Unido (APU), que apoie a luta armada do Exército Guerrilheiro explicitamente. Não por acaso a tese política fundacional da APU foi intitulada O avanço revolucionário como soma da luta política e militar. A FPG, por enquanto, desvinculou-se da atividade guerilheira e condenou os atentados quando se deram vítimas mortais. A INTG, sindicato nacionalista com que foram identificados diferentes detidos nas operações policiais contra o EGPGC, desvinculou-se também dos factos e condenou-os na mesma medida que a FPG.
O referente anti-repressivo da APU serão as Juntas Galegas pola Amnistia (JUGA), que na realidade se formaram perante as detenções praticadas contra o grupo armado LAR em 1980, e que após a sua dissolução em 1984 tinham ficado inativas. O objetivo das JUGA nesta época, e também dos Comités Anti-repressivos (CAR), fundados pela FPG em apoio aos pressos e as pressas das organizações armadas galegas, era o fim da dispersão penitenciária praticada tradicionalmente pelo Estado espanhol que significava o encarceramento em penais fora da Galiza. Ademais, também denunciaram as torturas sistemáticas da parte das forças de segurança do Estado. Para isso, realizaram diversas manifestações e ocupações de prédios como os tribunais da Corunha em 1989 e 1990 ou a catedral de Compostela em 1989. Militantes das JUGA foram também detidos em diversas ocasiões, acusados de pertencerem ao EGPGC.
Contudo, o apoio social à atividade do EGPGC foi muito reduzido. O grupo político maioritário no nacionalismo galego, o BNG, tinha apostado pela via democrática para conseguir os seus objetivos, e a posição da FPG foi-se clarificando com o tempo numa linha de condena das ações do EGPGC. Isto produziu, na prática, um isolamento paulatino da APU, que terminou auto-dissolvendo-se em 1995, e só ficando dela a Assembleia da Mocidade Independentista (AMI). Vários membros da AMI foram detidos desde 2005 acusados de terem cometido atos de terrorismo, mas sem vinculação com o já extinto EGPGC.